# باتريك ديويل
باتريك ديويل (بالإنجليزية: Patrick Deuel)‏ (من مواليد 28 مارس 1962 في غراند إيسلاند، نبراسكا) هو أحد أثقل الناس على الإطلاق، واقترب وزنه من 410 كجم.

## روابط خارجية
- باتريك ديويل على موقع IMDb (الإنجليزية)